# سوگندنامه وفاداری در ماساچوست
سند "سوگند یک فرد آزاد" یک سوگند وفاداری بود که در ۱۶۳۰ از شهروندان جدید مستعمرهٔ خلیج ماساچوست که مایل به زیستن در آنجا بودند گرفته می‌شد.  یک چاپ مثلاً اولیه از این سند در سال ۱۹۸۵ پیدا شد و به عنوان قدیمی‌ترین چاپ  آن منتشر شد. اما بعداً مشخص شد که این سند جعلی کار مارک هافمن که یک جعل کننده برجسته بود می‌باشد.

## چاپ اصلی
این «سوگند» یک قسم نامه ای بود که در آن کسی که خواستار اقامت در خلیج ماساچوست بود آنرا باید امضاء می‌کرد. و قول می‌داد که از قوانین آن محل اطاعت کامل کرده و قول دهد که علیه آن اقدامی نکند. نمونه سوگندهای پیشین، در انگلستان، وفاداری به تاج سلطنت بودند. اما نبودن کلمهٔ پادشاه این «سوگند» نامه را یک سند آمریکائی الاصل کرد. اولین نسخهٔ شناخته شده این «سوگند» نامه به خط فرماندار خلیج ماساچوست، جان وینتراپ، John Winthrop، در سال ۱۶۳۱ بود. وینتراپ در دفتر یادبود خود نوشته که «سوگند» نامه «اولین کار» چاپخانهٔ استیفن دی Stephen Daye بود را در ۱۶۳۸ یا ۱۶۳۹ چاپ کرد. استیفن دی یک قفل ساز انگلیسی بود که در سال ۱۶۳۸ همراه یک Puritan cleric که یک ماشین چاپ با خود در کشتی آورده بود به بوستون Boston سفر کرد. بعد از اینکه آن روحانی و مأمور چاپ وی در طول سفر در گذشتند، استیفن دی و پسرانش ماشین چاپ را تصاحب کرده و چاپخانهٔ کمبریج را در بوستون بر پا داشتند. این اولین چاپخانه در آمریکا بود. قبل از سال ۱۶۳۸ کارهای چاپی آمریکا در انگلستان انجام شده و از طریق اقیانوس اطلس به آمریکا ارسال می‌شد. قدیمی‌ترین سند چاپی که قبل از ۱۶۸۵ پیدا شده بود کتاب Bay Psalm که دی آنرا در سال ۱۶۴۰ به چاپ رساند. از سال ۱۶۴۷ به بعد کسی نسخهٔ چاپی «سوگند نامه» دی را ندیده و گزارشی هم نشنیده بود. بنا بر گفتهٔ لارنس سی ورث Lawrence C. Wroth مورخ: «امکان اینکه بالاخره روزی یک نسخه آن یافت شود، جمع‌آور نیو انگلند New England را به شوق می‌آورد.»

## بازیافته زمان حال
گسستن از حکومت انگلیس سلطنتی، همراه با وضعیت سند به عنوان اولین سندی که در آمریکا چاپ شد، جایگاه ویژه ای به سند «سوگند» اعطا کرد؛ بنابراین، زمان دراز مدتی که امید بازیافتن چاپ اصلی «سوگند» در بین مردم رواج داشت، زمینه را برای استقبال پرشوری از خبر بازیافتن آن مهیا کرد، وقتی که یک فروشنده اسناد نادر، مارک هافمن، ادعا کرد که در سال ۱۹۸۵ یک تصویر «سوگند» را در یک کتاب فروشی نیویورک پیدا کرده بود. در سال ۱۹۸۵، نسخهٔ‌چاپی سند «سوگند» توسط هافمن برای فروش به کتابخانه کنگره و انجمن عتیقه قروشان آمریکا American Antiquarian Society با تقاضای مبلغ ۱٫۵ میلیون دلار پیشنهاد شد. کتابخانه کنگره اعلام کرد که این کشف «یکی از مهم‌ترین و مهیج‌ترین یافته‌های قرن» است و اظهار داشت که نتیجهٔ بررسی آن «هیچ مغایرتی با انتساب آن به اواسط قرن هفدهم ندارد» انجمن عتیقه فروشی آمریکا به مدت دو ماه این سند را در اختیار داشت و اعلام کرد، «تا آنجا که ما می‌دانیم، هیچ ناهنجاری در سند مذکور وجود ندارد». هر دو سازمان خواستار بررسی بیشتر «سوگند» برای تعیین صحت آن بودند و علی‌رغم برخی از مشکلات که پس از کشف آن اتفاق افتاد، همچنان علاقه‌مند به دستیابی به سند بودند. استیون کریستنسن، یک رهبر برجسته کلیسای مورمن (کلیسای LDS) و یکی از مشتریان هافمن، در اکتبر ۱۹۸۵ بر اثر بمب لوله ای که در دفتر او در مرکز شهر سالت لیک سیتی گذاشته شده بود کشته شد. یک روز بعد، خود هافمن بر اثر بمب لوله ای که در اتومبیل وی قرار داده شده بود به شدت زخمی شد.  هافمن بعداً خو د را در بمب‌گذاری‌ها مقصر اعلام کرد.
هافمن مهارت بسیار زیادی در ایجاد نسخه‌های جعلی از خود نشان داد. وی کاغذهایی را که مربوط به زمان اسناد جعلی او بودند را یا خریداری می‌کرد یا آنها را می‌دزدید. او مرکّب مورد استفاده اش را خودش می‌ساخت و با استفاده از مواد شیمیائی کاغذهای اسناد جعلی اش را کهنه تر نشان می‌داد تا صحت آن‌ها را ثابت کند. کتاب‌های قدیمی مربوط به زمان مورد نظرش را بدست می‌آورد و صفحات خالی آنها راکه در اول و آخر کتاب بودند درآورده آن‌ها را در تهیه اسناد جعلی خود بکار می‌برد. او یادگرفت چطور خود را به خواب مصنوعی ببرد hypnotize تا بتواند امضاءهای افراد تاریخی را نقش برداری کند. او توانست افراد مجربی از جمله چارلز همیلتون Charles Hamilton، کنث دبلیو رندل Kenneth W. Rendell، و محققین آرشیو ملی، و ادارهٔ تحقیقات فدرال (اف‌بی‌آی) Federal Bureau of Investigation را با اسناد جعلی خود گول بزند. هافمن اعتراف کرد که بیشتر اسناد جعلی اش را با چاپ چین هائی که خودش ساخته بود به چاپ می‌رساند اما «از روی تنبلی صفحهٔ چاپ چین «سوگند» را به یک کارگاه حرفه ای سفارش داد.» بالاخره تنبلی هافمن و نداشتن اسکناس که او را مجبور به نوشتن یک چک به مبلغ دو دولار کرد او را به عنوان یک حقه باز لو داد.